# 할림역
할림역(인도네시아어: Halim Station)은 인도네시아 수도 자카르타 동자카르타 마카사르 소재의 철도역이다. 자카르타-반둥 고속철도의 시발역이다.
역명은 역사 남쪽에 있는 할림 페르다나쿠수마 국제공항에서 유래한 것이며, 해발 28.541m에 위치해 있다.
자카르타 LRT 1호선이 이 역으로 연신하여 할림 고속철도역 북쪽의 별도 건물에 들어설 가능성이 있다.

## 특징
다른 자보데벡 LRT 역과는 달리 두 개의 측면 플랫폼을 연결하는 유료 구역이 없으므로 승객은 방향 변경 전 사전 하차하여야 한다.
2023년 9월 11일 새벽, 할림 HSR 역 옥상에서 화재가 발생하여 소방차 7대가 출동하는 일이 있었다.

## 갤러리
고속철도

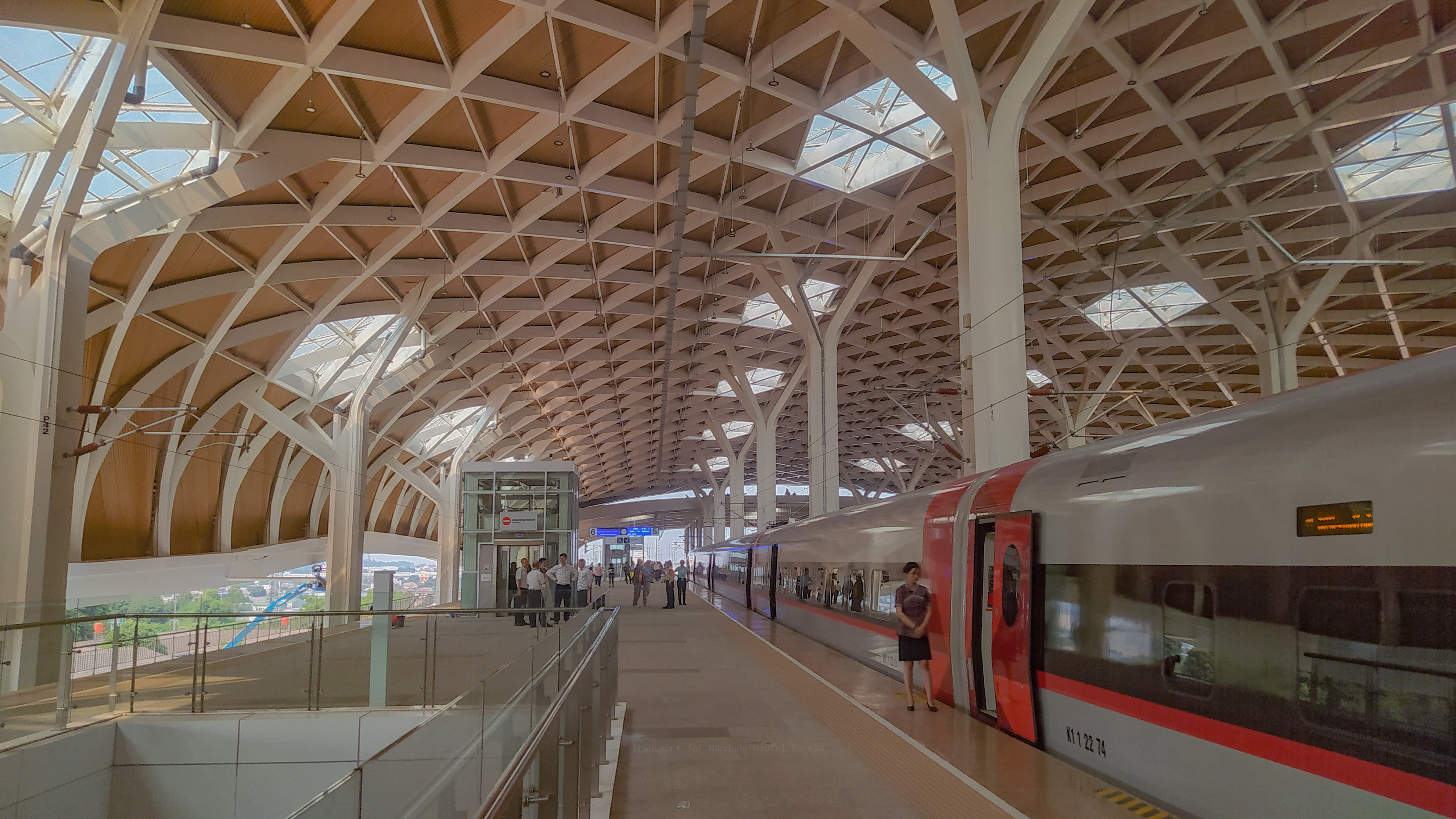
플랫폼
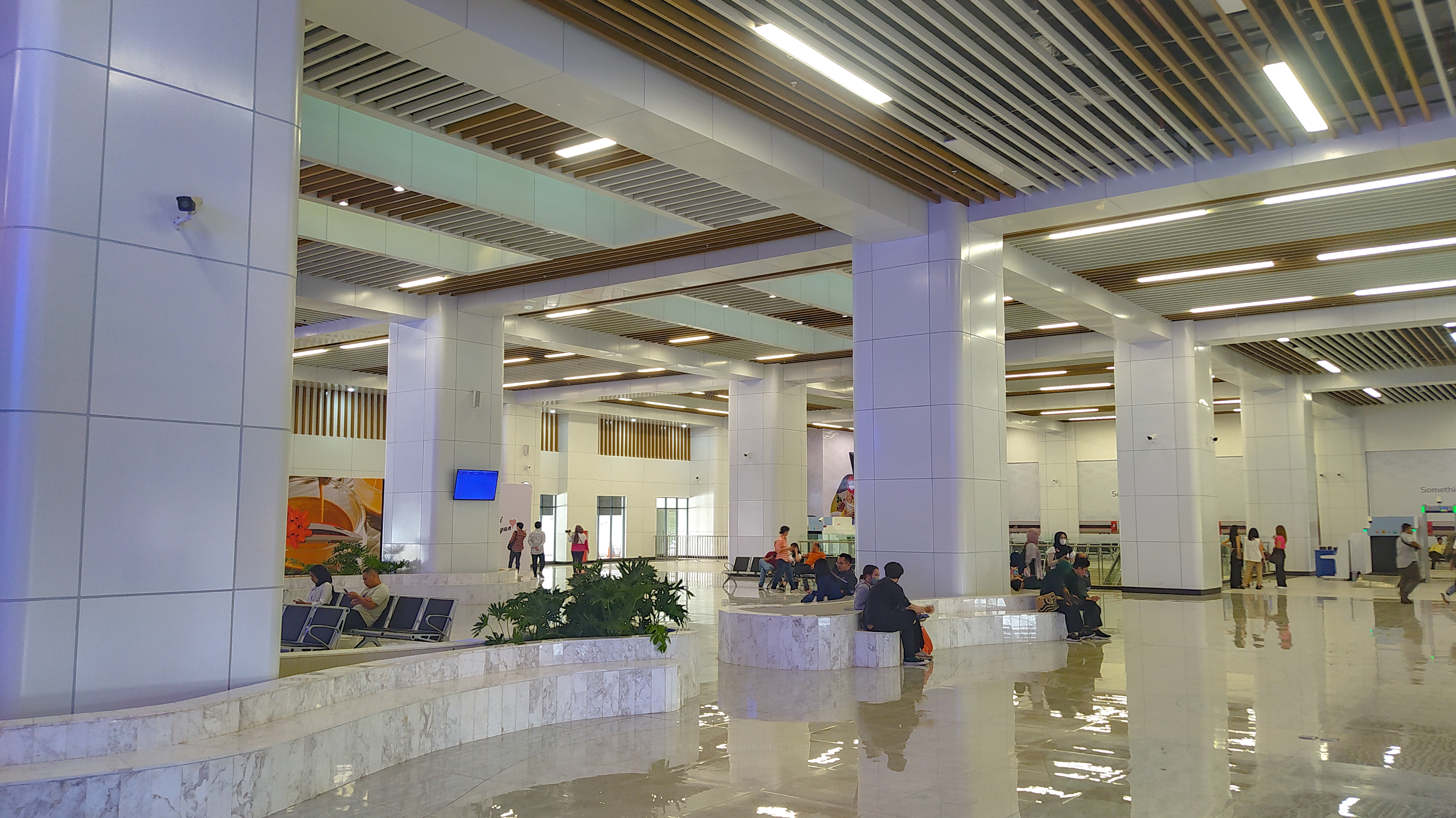
대합실
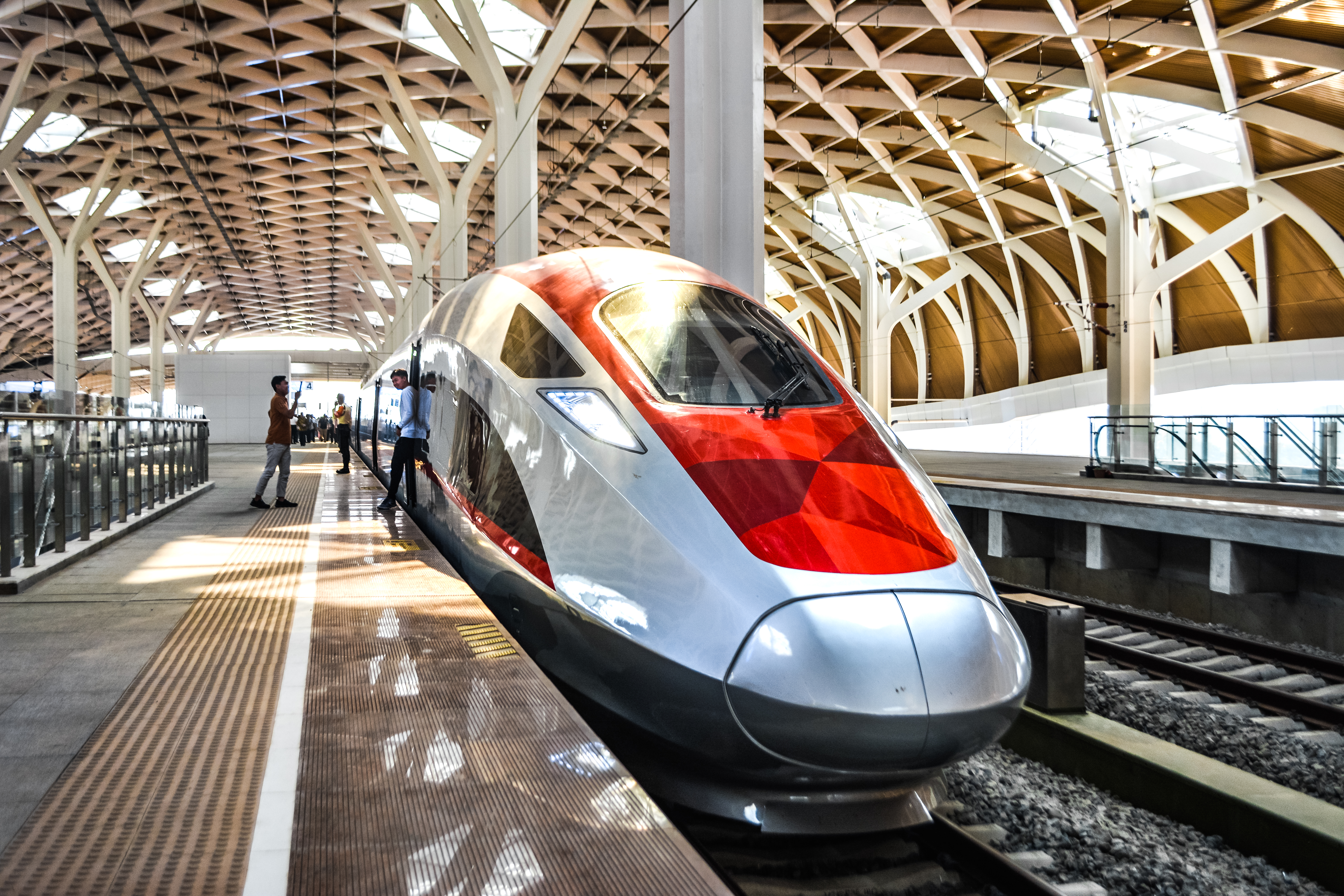
할림역에 있는 후시 시리즈 400

경전철

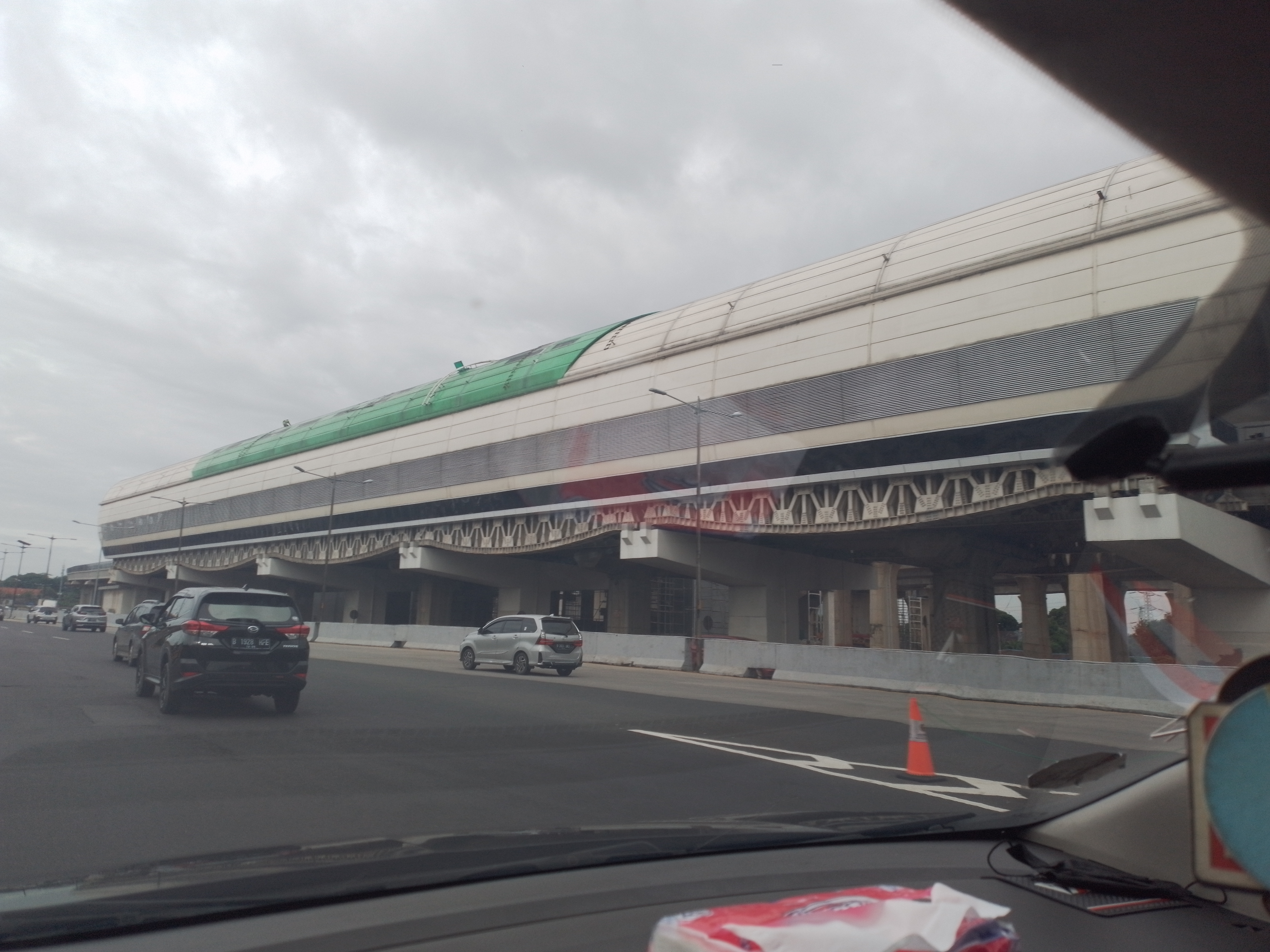
자카르타 내부 순환도로에서 본 LRT 역사
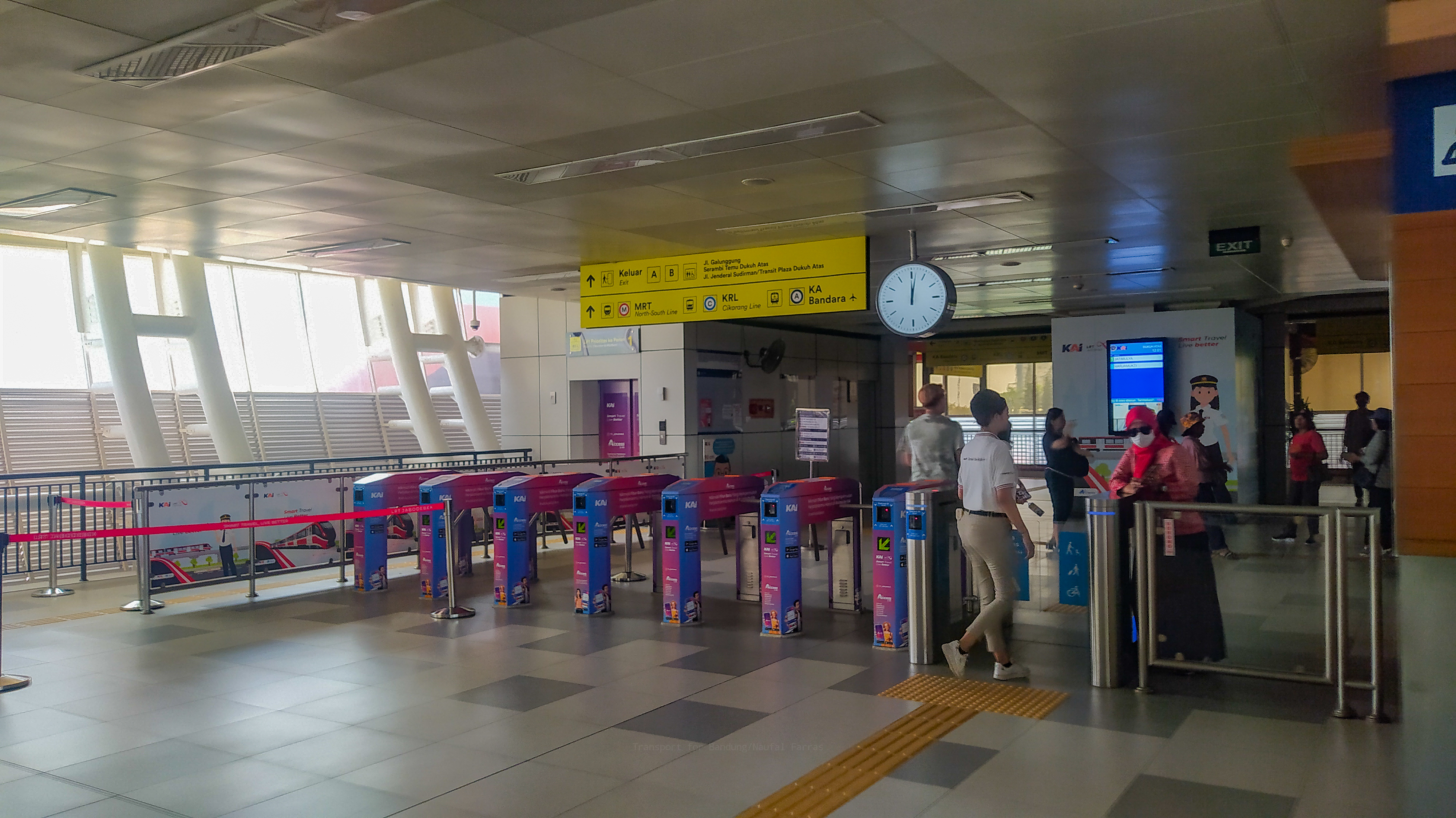
역사 출입구
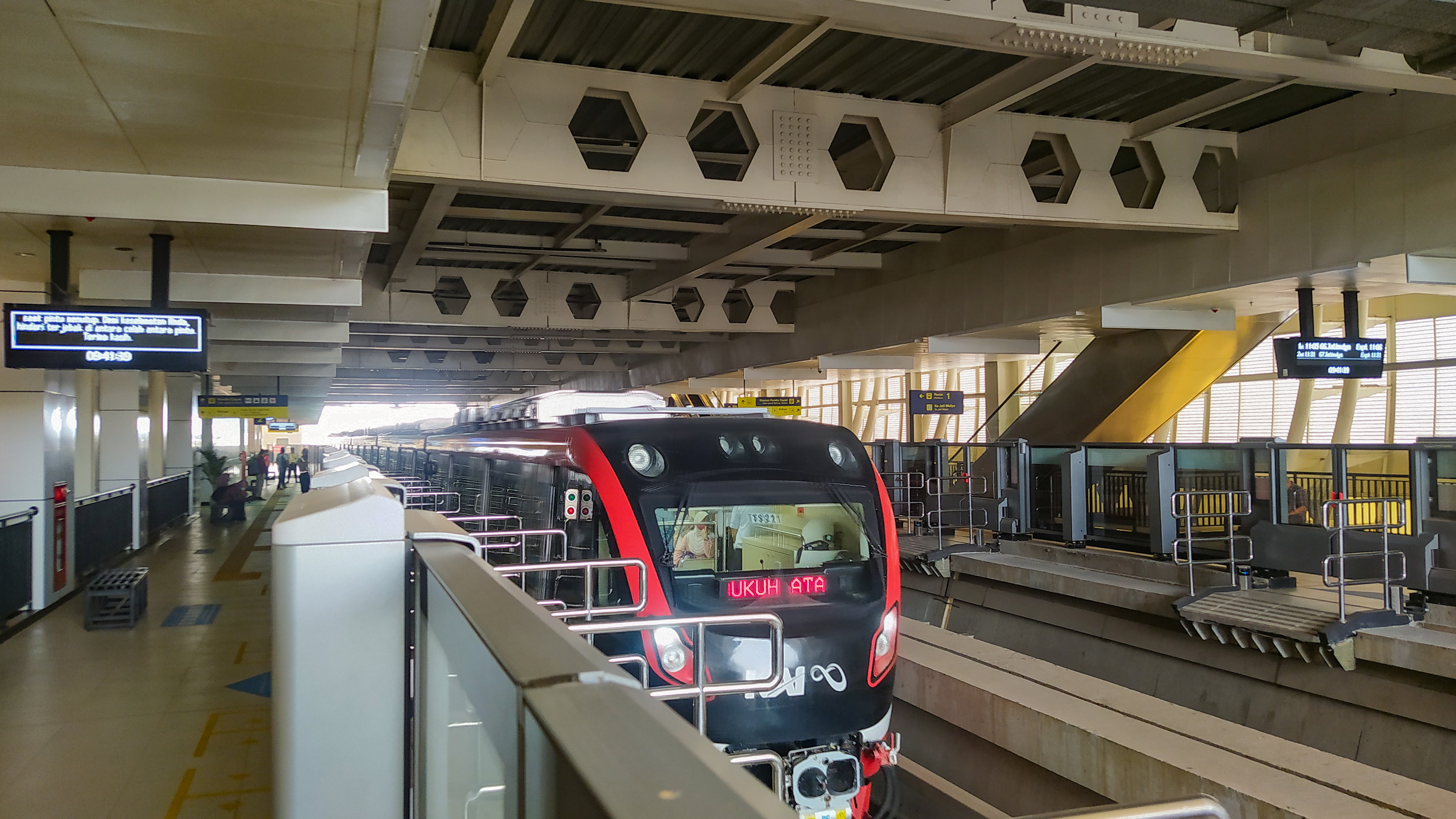
자보데벡 열차